# Karel Vik
Karel Vik (4. listopadu 1883 Hořice – 8. října 1964 Turnov) byl český grafik, ilustrátor a malíř.

## Život a dílo
V letech 1902–1908 studoval krajinomalbu u Rudolfa von Ottenfelda na c. k. Akademii umění v Praze. V prvních letech studia jej nejvíce ovlivnil Ota Bubeníček, na kterého později s vděčností vzpomínal. Na jaře se svými spolužáky maloval zejména ve Šternberku nad Sázavou, v Ratajích a také na Malé Skále, kde po dokončení studií delší čas pobýval. V roce 1906 byl oceněn na výroční výstavě studentů c. k. Akademie jako nejlepší žák krajinářské speciálky. Získal finanční odměnu a Zlatá Praha poprvé reprodukovala jeho práce. Hlávkovo stipendium za malbu po absolutoriu pražské c. k.  Akademie mu umožnilo navštívit Itálii a Balkán.
V letních měsících r. 1907 vystavoval svoje obrazy v Turnově. O prázdninách v roce 1908 vystavoval společně se sochařem L. Kofránkem a malířem Ant. Majerem větší počet svých prací v Lázních Bělohrad.
Od roku 1915 byl řádným členem SVU Mánes. Výstav SVU Mánes se pravidelně účastnil minimálně od r. 1909. Volné směry mu reprodukovaly např. dřevoryty Starý dub a Horská řeka.  V Praze se rovněž podílel na založení SČUG Hollar. 
Řada jeho olejů a grafických prací byla reprodukována v časopisech Zlatá Praha (např. Malá Strana, Přívoz v Tróji, Léto, Skály na Turnovsku a Podzim ve skalách), Český svět (např. Vchod na Valdštýn a Hrad Kost) a Veraikon.
Po návratu z vojny v r. 1918 se přestěhoval z Malé Skály do Turnova, kde se oženil s Marií Křepinskou. Od r. 1924 žil v Turnově pod vrchem Hruštice ve vilce postavené dle návrhu architekta Jana Kotěry. Po přestěhování do Turnova se podílel na založení skupiny Turnovské dílo (zejména spolu s Karlem Kinským). 
V roce 1919 se podílel na výzdobě haly turnovské nádraží obrazy Valdštýn, Betlémské skály, Klokočské skály a Hrubá skála. Jeho obrazy zakupují i Městská spořitelna v Turnově a později i ve Slaném.
Po úspěchu na grafické výstavě v Lipsku v r. 1914 (bronzová medaile) se začal intenzivně věnovat umělecké grafice. Velkou část jeho díla tvořily dřevoryty. První série dřevorytů vyšla v roce 1917 pod jménem Na horách (předmluvu napsal T. F. Šimon). Následně vyšel v Turnově první cyklus jedenácti dřevorytů Český ráj (1921). Graficky svými osmi dřevoryty doprovodil báseň J. Vrchlického Zimní pohádka (1920). 
Za expresivní černobílý dřevoryt Štíty Tater byl v r. 1922 přijat do prestižního pařížského Podzimního salónu. V roce 1926 o jeho grafické tvorbě psal Antonín Matějček ve vídeňském časopise Die Graphischen Künste. Zároveň zde byly reprodukovány jeho některé dřevoryty.
V roce 1928 vyšel cyklus osmnácti barevných dřevorytů s názvem Praha s textem Františka Táborského. V roce 1930 vyšel další soubor třicetičtyř barevných dřevorytů čerpající z námětů Českého ráje (textovou část psali Josef Pekař, Zdeněk Wirth i sám autor). V r. 1931 vyšla jako příloha Hollara zkouška budoucího knižního vzhledu Slovenska s názvem Údolí Turce, které po II. sv. válce vyšlo v nakladatelství Sfinx (v l. 1946-1947). V roce 1953 vyšla první část Vikova dalšího díla Střední Čechy.

## Ocenění
- Od roku 1941 byl členem České akademie věd a umění.
- V roce 1947 obdržel čestné občanství v rodných Hořicích[2] a ve stejném roce jej vyznamenal Národní výbor země České za kolekci dřevorytů Slovensko Zemskou cenou za umění.
- V roce 1948 dostal výroční Cenu Josefa Mánesa, udělovanou Akademií věd a umění[3]
- Od roku 1953 byl zasloužilým umělcem, byl též nositelem Řádu práce[4]

## Galerie

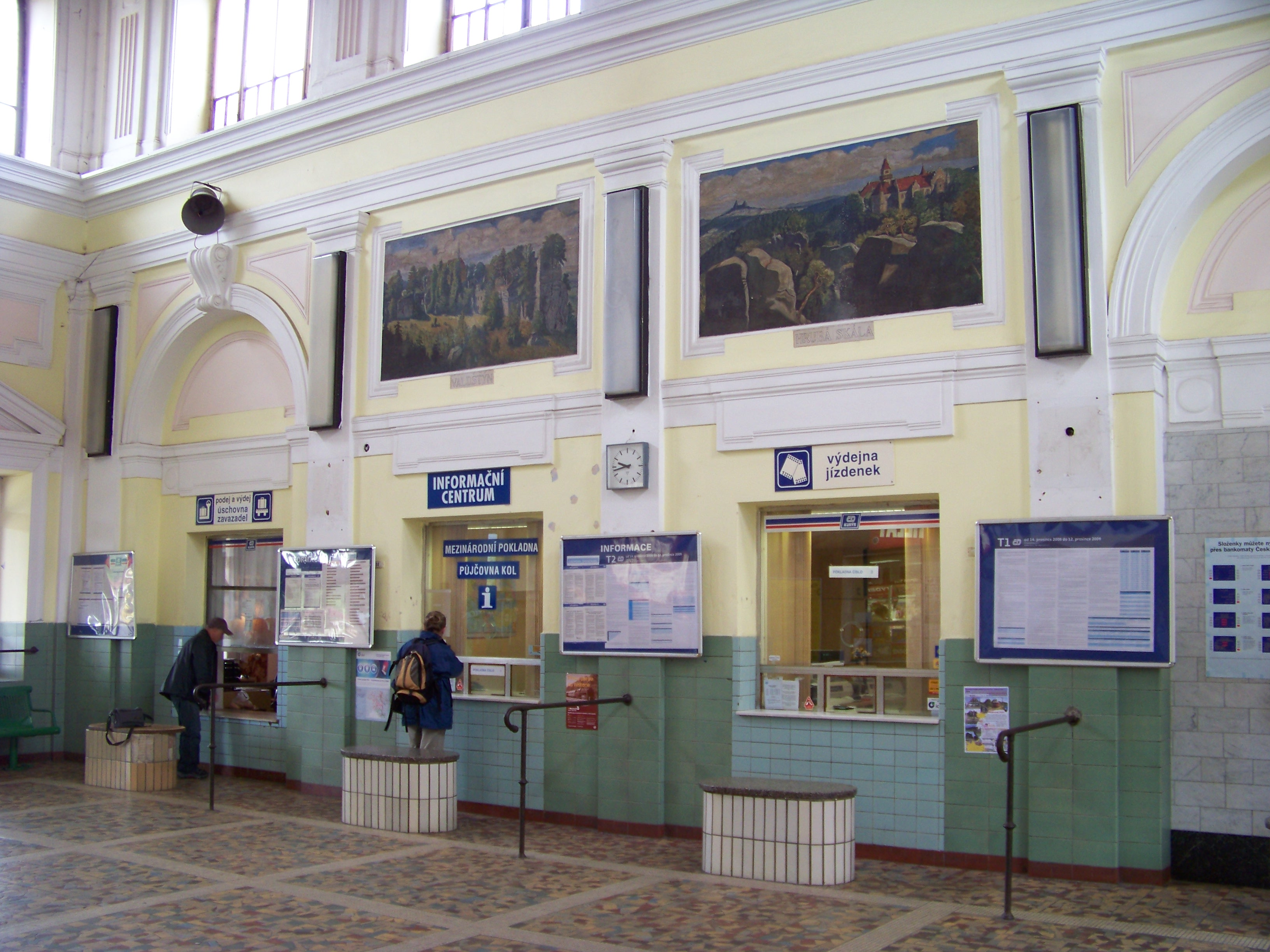
Obrazy Valdštejna a Hrubé Skály v hale turnovského nádraží od Karla Vika
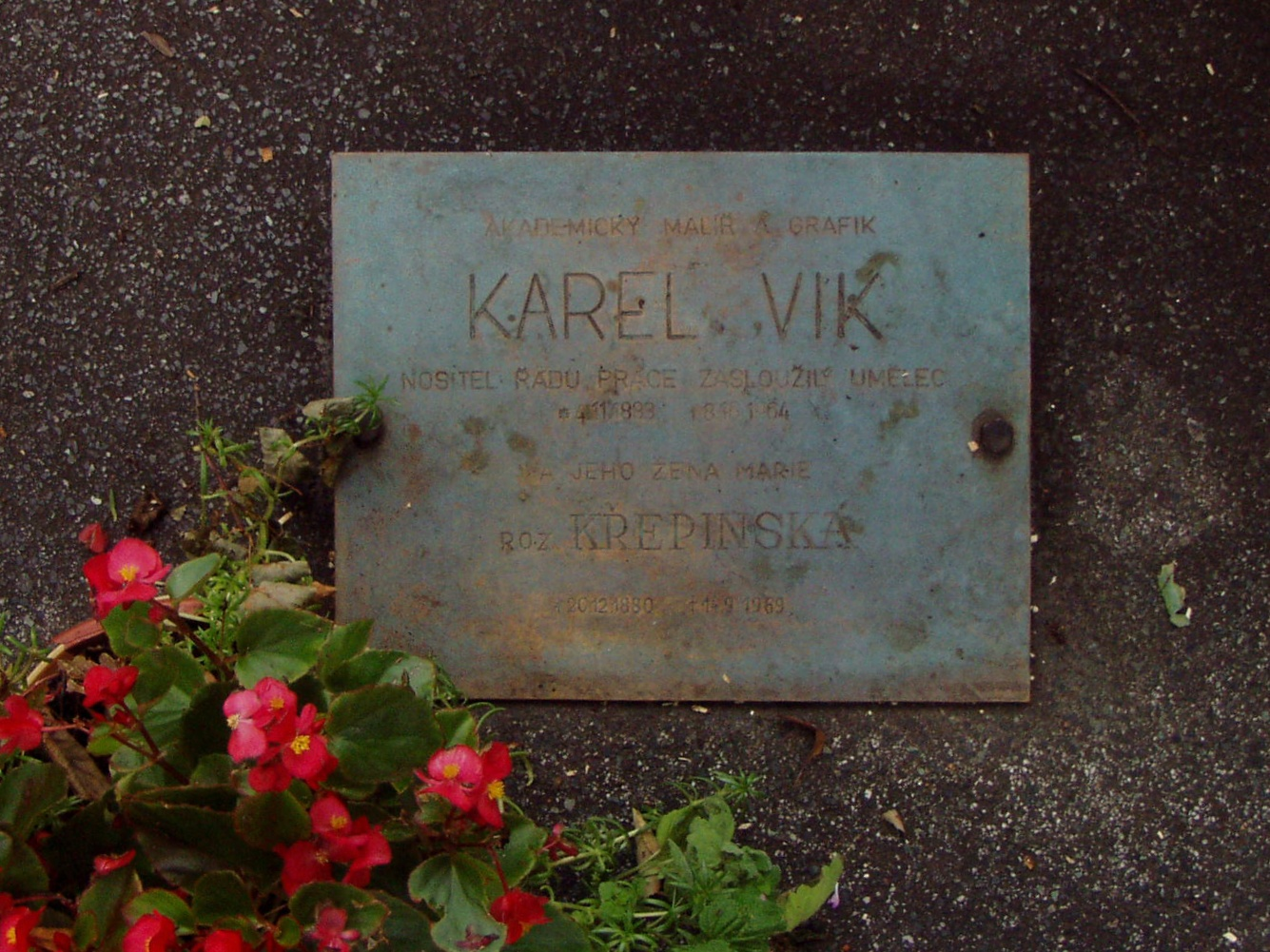
Detail hrobu Karla Vika v Turnově